# Морганатический брак
Морганати́ческий брак  — брак между персонами неравного положения, при котором супруг (или супруга) более низкого положения не получает в результате этого брака такое же высокое социальное положение. Морганатический брак является частным случаем мезальянса.
Слово «морганатический» неясного происхождения. По одной из версий, происходит от нем. Morgengabe — утренний подарок мужа новобрачной). По другой, от имени феи Морганы (сродни «фата-моргана» — «иллюзия», «мираж»). 

## В Европе
Понятие морганатического брака появилось в законодательстве германоязычных стран и Российской империи на рубеже XVIII и XIX веков во избежание браков членов царствующих домов с их собственными подданными. Монархи и члены их семей должны были заключать браки исключительно с равнородными особами, в противном случае они теряли право на престолонаследие. Понятие «равнородности» во многом было фикцией: равнородными признавались не только члены ныне правящих династий, но и представители многочисленных немецких родов княжеского и даже графского достоинства, медиатизированных при роспуске Священной Римской империи в 1806 году. Равнородность потомков правителей прочих упразднённых государств — будь то герцоги Курляндские, цари Грузии или крымские ханы — была под вопросом.
Строгость запретов на морганатические мезальянсы в разных странах значительно варьировалась, а во Франции и Великобритании понятие морганатического брака вообще не было известно (хотя британский король Эдуард VIII предпочёл отречься от престола после скандального брака с дважды разведённой американкой Уоллис Симпсон). Даже в Германии, в случае необходимости, про запрет на морганатические союзы могли «забыть»: так, престол великого герцогства Баденского на протяжении нескольких десятилетий занимал Леопольд I, матерью которого была обычная баронесса. Если морганатический союз был санкционирован правящим монархом, то неравнородному супругу, как правило, давался подобающий титул (светлейшего князя, графа и т. п.), который наследовали и рождённые в браке дети.
К началу XX века в Германии сформировался круг морганатических потомков монархов и членов их семей, представители которого иногда заключали браки между собой, а иногда — и с коронованными особами (в тех странах, где морганатические союзы не были под запретом). Так, Виктория Евгения Баттенбергская (из рода Баттенбергов, морганатической ветви Гессенского дома) вышла замуж за испанского короля Альфонсо XIII и стала королевой. Другие известные морганатические семейства — Гогенберги (потомки австрийского престолонаследника Франца Фердинанда и Софии Хотек) и Меренберги (происходят от брака Николая Вильгельма Нассауского с Н. А. Пушкиной-Дубельт).

## В России
Изначально Акт о престолонаследии Павла I не содержал требования к равнородности браков. Это требование было введено Александром I в 1820 году и было продиктовано желанием привести российское династическое право в соответствие с тогдашними международными стандартами. Каждый следующий монарх получал власть на условиях данного закона, что делало его изменение фактически невозможным. Член императорской фамилии, вступивший в морганатический брак, сам не лишаясь права на престол, терял его для своих потомков от такого брака. Именно с этим обстоятельством, в частности, связан отказ великого князя Константина Павловича стать наследником Александра I, что спровоцировало восстание декабристов.
В разделе «О гражданских правах Членов Императорского Дома» его первая часть была посвящена браку: статья 139 утверждала, что «на брак каждого лица Императорского Дома необходимо соизволение царствующего Императора, и брак, без соизволения сего совершённый, законным не признаётся». В следующей статье говорилось: «По соизволению царствующего Императора, члены Императорского Дома могут вступать в брак как с особами православного исповедания, так и с иноверцами. Особо подчёркивалось, что дети, рождённые от брака, на который не было соизволения царствующего императора, не пользуются никакими преимуществами, Членам Императорского Дома принадлежащими».
Расторжение брака осуществлялось «по положению Святейшего Синода, с утверждения Императора». Этому члену разрешалось «вступать в новый брачный союз, когда, по причинам расторжении брака предшествующего, сие непротивно правилам Церкви».
Согласно статье 188 Основных Законов Российской империи «лицо Императорской фамилии, вступившее в брачный союз с лицом, не имеющим соответствующего достоинства, то есть не принадлежащим ни к какому царствующему или владетельному Дому, не может сообщить оному прав, принадлежащих Членам Императорской фамилии».
Высочайшим Указом Александра III от 23 марта 1889 года членам Императорского Дома были запрещены браки с неравнородными лицами. Сила указа была несколько ослаблена Именным Указом Николая II от 11 августа 1911 года, который запрещал их только великим князьям и великим княжнам, разрешив для князей и княжон императорской крови.
Статья 188 отказывает жене и детям лица императорского Дома, вступившего в неравнородный брак, в возможности быть признанным членом Императорского Дома — главным образом для особы, с которой заключён морганатический брак, но при этом брак осуществлялся с соблюдением всех церковных и государственных законов, с разрешения царствующего государя, что и делалось в действительности. По законам Российской империи жена и дети от морганатического брака не имели права носить фамилию мужа и отца, не пользовались ни его титулом, ни его гербом.

## В XXI веке
В современной Европе законы, некогда регулировавшие морганатические браки, отменены. Престолонаследники и престолонаследницы Великобритании, Испании, Нидерландов, Бельгии, Люксембурга, Монако, Дании, Швеции, Норвегии могут вступать в брак с особами некоролевского происхождения (хотя это не поощряется), тем не менее их дети будут наследовать престол.
Иногда считается, что современным примером монархии, до сих пор сохраняющей положения о морганатических браках, является Япония, где действуют законы, налагающие ограничения на такие браки для женщин-членов императорской семьи. Например, в результате свадьбы в 2005 году c простолюдином Ёсики Куродо дочь императора Акихито принцесса Саяко лишилась титула принцессы. Однако её брат Нарухито, женившийся на простолюдинке Масако Овада, свой титул сохранил, и Масако в настоящее время является императрицей Японии. Всё это к европейским положениям о морганатических браках никакого отношения не имеет и просто является современной интерпретацией японских традиций, в которых жена принимает социальное положение мужа.